# 2518 Rutllant
2518 Rutllant је астероид главног астероидног појаса чија средња удаљеност од Сунца износи 2,309 астрономских јединица (АЈ).
Апсолутна магнитуда астероида је 13,4.